# Souchon (rivière)
Pour les articles homonymes, voir Souchon.
Le Souchon est un ruisseau bressan de l'est de la France et un sous-affluent du Rhône par la Sâne Vive, la Seille et la Saône.

## Géographie
Le Souchon prend sa source près du bourg de Vernoux dans l'Ain, à 204 mètres d'altitude, et se jette dans la Sâne Vive près de Rachessiat, un hameau de Montpont-en-Bresse en Saône-et-Loire, à une altitude de 181 mètres. Sa longueur totale est de 9,5 kilomètres.
Il circule d'abord vers le nord-est, puis le nord, et enfin vers l'ouest juste avant sa confluence avec la Sâne Vive.

### Départements et communes traversés
Le ruisseau traverse trois communes dans deux département différents, :
- Ain :
  - Vernoux
- Saône-et-Loire :
  - Romenay
  - Montpont-en-Bresse

## Affluents
Le Souchon ne possède pas d'affluent référencé par le Sandre, même si des biefs de taille mineure viennent s'y jeter. Donc son rang de Strahler est de un.